# Malaga (filme)
Malaga (título alternativo: Fire Over Africa) é um filme de aventura britânico de 1954 dirigido por Richard Sale e estrelado por Maureen O'Hara, Macdonald Carey e Binnie Barnes. Foi distribuído na Grã-Bretanha pela British Lion Films e nos Estados Unidos pela Columbia Pictures.

## Elenco
- Maureen O'Hara ...Joanna Dane
- MacDonald Carey ...Van Logan
- Binnie Barnes ...Frisco
- Guy Middleton ...Soames Howard
- James O'Hara ...Danny Boy
- Leonard Sachs ...Paul Dupont
- Harry Lane ...Augie
- Bruce Beeby ...Potts
- Meinhart Maur ...Jakie
- Hugh McDermott ...Richard Farrell
- Ferdy Mayne ...Mustapha
- Eric Corrie ...Pebbles
- Derek Sydney ...Signor Amato
- Jacques Cey ...Monsieur Duclois
- Gérard Tichy ...Cronkhite
- Mike Brendel ...Tiger
- Antonio Casas ...Aziz
- Dino Galvani ...funcionário do hotel
- Harold Kasket ...chefe de polícia
- Larry Taylor ...capanga de Mustapha